# Francisco Gumá
Francisco Gumá y Ferrán (Villanueva y Geltrú, 27 de marzo de 1833-16 de diciembre de 1912) fue un empresario y político español.

## Biografía
En 1846 marchó a Barcelona y en 1848 empezó a trabajar en la fábrica textil de la familia. En 1849 viajó a Cuba con sus hermanos, donde fundó la casa de consignación de buques Gumá Hermanos y participó en varias empresas financieras y ferroviarias. Durante el Sexenio Democrático fue miembro de la Liga del Orden Social. Su precaria salud le obligó a volver a Villanueva en 1871, donde participó en varios diseños urbanísticos y en el ferrocarril de la línea Valls-Vilanova-Barcelona. En 1877 obtuvo la concesión para el trazado de la línea y viajó por Cuba, Estados Unidos y el Reino Unido en busca de capital para el proyecto. En 1878 constituyó la compañía Ferrocarril de Valls y Villanueva en Barcelona, de la que fue director, y en 1881 constituyó el Banco de Villanueva. También fue accionista del Banco Hispano Colonial, de la sociedad del Tranvía de Barcelona-Sants y socio de Fomento del Trabajo Nacional. Fue diputado por el distrito de Matanzas (Cuba) en las elecciones generales de 1879 y 1881 del Partido Conservador, y por el de Igualada a las elecciones de 1884. En 1879 fue vocal de la comisión creada por Arsenio Martínez-Campos para analizar las posibles reformas que había que introducir en Cuba.
Como empresario fue uno de los principales impulsores del tendido ferroviario en Cataluña. En 1878 constituyó la Compañía de los Ferrocarriles de Valls a Villanueva y Barcelona (VVB), de la cual fue nombrado director gerente, con el objetivo de tender el ferrocarril de la capital catalana hasta Villanueva y Geltrú y Valls. En 1881 constituyó la Compañía de los Ferrocarriles Directos de Madrid y Zaragoza a Barcelona (conocida como los Directos) a partir de la VVB, para llevar el ferrocarril a Zaragoza y Madrid a partir del proyecto inicial de la VVB. El 29 de diciembre de 1881 llegaba el tren a Villanueva, pero los problemas financieron de aquellos años limitaron el alcance del proyecto y en 1886 abandonó el mundo ferroviario.
Fue uno de los impulsores de la Exposición Regional en Villanueva en 1882 e hizo donación a la ciudad del parque que había hecho construir junto al colegio de los Escolapios. También fue uno de los responsables de que la empresa italiana Pirelli se encargara del cableado eléctrico Vilanova. 